# Trentepohlia perpicturata
Trentepohlia perpicturata är en tvåvingeart som beskrevs av Alexander 1950. Trentepohlia perpicturata ingår i släktet Trentepohlia och familjen småharkrankar.
Artens utbredningsområde är Kamerun. Inga underarter finns listade i Catalogue of Life.